# Copa de Naciones CAFA
La Copa de Naciones CAFA es el torneo de fútbol a nivel de selecciones nacionales de Asia Central organizado por la Federación de Fútbol de Asia Central (CAFA).

## Historia
Inicialmente, se planeó que la edición inaugural del torneo masculino sénior fuera organizada por Tashkent en octubre de 2018. Sin embargo, no se jugó.
En marzo de 2023, se anunció que la edición inaugural del torneo sénior masculino comenzaría en junio de 2023 en Tashkent y Bishkek para las seis asociaciones miembro, junto con la incorporación de dos equipos invitados: Rusia y un equipo asiático no confirmado. Sin embargo, el inicio de la edición inaugural del torneo se volvió a poner en duda después de que se informara a principios de abril de 2023 que Irán, Uzbekistán, Rusia e Irak participarían en un torneo de cuatro naciones en junio de 2023.
El 15 de abril, se informó que Rusia estaba dispuesta a evitar el Campeonato CAFA inaugural, mientras que los organizadores insistieron en que todavía estaban en conversaciones con ellos sobre su participación. El 18 de abril, se informó que Irán participaría en el Campeonato CAFA inaugural junto con las asociaciones miembro de Tayikistán, Uzbekistán, Kirguistán, Turkmenistán y Afganistán, así como los invitados Rusia y otro país asiático, siendo el torneo organizado en Tashkent y Bishkek en junio. El 19 de abril, se informó que Rusia se había retirado del torneo. El 24 de abril, se informó que Omán era un equipo invitado después de que Tailandia rechazó una invitación.

## Palmarés
| Año          | Sede                    | Campeón | Final Resultado | Subcampeón | Tercer lugar | Resultado | Cuarto lugar |
| ------------ | ----------------------- | ------- | --------------- | ---------- | ------------ | --------- | ------------ |
| 2023 Detalle | Uzbekistán y Kirguistán | Irán    | 1:0             | Uzbekistán | Omán         | 1:0       | Kirguistán   |

### Títulos por equipo
En cursiva, se indica el torneo en que el equipo fue local.
| Equipo     | Campeón  | Subcampeón | Tercer lugar | Cuarto lugar |
| ---------- | -------- | ---------- | ------------ | ------------ |
| Irán       | 1 (2023) |            |              |              |
| Uzbekistán |          | 1 (2023)   |              |              |
| Omán       |          |            | 1 (2023)     |              |
| Kirguistán |          |            |              | 1 (2023)     |

## Desempeño
| Equipo       | 2023 (7) | Total |
| ------------ | -------- | ----- |
| Afganistán   | GS       | 1     |
| Irán         | 1º       | 1     |
| Kirguistán   | 4º       | 1     |
| Tayikistán   | GS       | 1     |
| Turkmenistán | GS       | 1     |
| Uzbekistán   | 2º       | 1     |
| Omán         | 3º       | 1     |

### Simbología
| - 1.º – Campeón - 2.º – Finalista - 3.º – 3.º Lugar - 4.º – 4.º Lugar - Q — Clasificado | - GS — Fase de grupos - × — No participó / Se retiró / Participación prohibida - • — No clasificó - •• — Clasificó, pero se retiró - — Anfitrión |

## Clasificación general
Actualizado a la edición 2023.
| Pos. | Equipo       | Part. | PJ | PG | PE | PP | GF | GC | Dif. | Pts |
| ---- | ------------ | ----- | -- | -- | -- | -- | -- | -- | ---- | --- |
| 1    | Irán         | 1     | 3  | 3  | 0  | 0  | 12 | 2  | 10   | 9   |
| 2    | Uzbekistán   | 1     | 4  | 3  | 0  | 1  | 10 | 2  | 8    | 9   |
| 3    | Omán         | 1     | 4  | 2  | 1  | 1  | 4  | 4  | 0    | 7   |
| 4    | Kirguistán   | 1     | 3  | 1  | 0  | 2  | 4  | 6  | –2   | 3   |
| 5    | Tayikistán   | 1     | 3  | 0  | 2  | 1  | 3  | 7  | –4   | 2   |
| 6    | Turkmenistán | 1     | 3  | 0  | 1  | 2  | 1  | 5  | –4   | 1   |
| 7    | Afganistán   | 1     | 2  | 0  | 0  | 2  | 1  | 9  | –8   | 0   |